# XBBCode
 (septembre 2024).
Si vous disposez d'ouvrages ou d'articles de référence ou si vous connaissez des sites web de qualité traitant du thème abordé ici, merci de compléter l'article en donnant les références utiles à sa vérifiabilité et en les liant à la section « Notes et références ».
Le XBBCode est un code dont la syntaxe ressemble fortement au BBCode, mais avec une dénomination équivalente à celle du XHTML afin de valoriser l'aspect sémantique du texte créé. Ainsi, passer du BBCode au XBBCode produit une situation identique à celle du passage du HTML au XHTML : pour formater son texte, on ne pense plus en termes de gras, italique ou souligné, pour ne citer que ceux-là, mais respectivement en termes de texte fortement emphasé, emphasé, inséré ou cité (un texte cité est, par exemple, le nom d'une œuvre).

## Exemples de formatages
| Syntaxe                | Signification                  |
| ---------------------- | ------------------------------ |
| [h1]Texte[/h1]         | Texte est un titre de niveau 1 |
| [h2]Texte[/h2]         | Texte est un titre de niveau 2 |
| [strong]Texte[/strong] | Texte est fortement emphasé    |
| [em]Texte[/em]         | Texte est emphasé              |
| [ins]Texte[/ins]       | Texte est inséré               |
| [cite]Texte[/cite]     | Texte est cité                 |